# Stenfisk
Stenfisk (Synanceiidae) er en familie af tropiske, giftige rovfisk hvis fangstmetode er præget af god camouflage. Navnet hentyder således til ligheden med sten. Langsomme svømmere, der foretrækker at lade byttet komme til sig. Synanceia verrusosa tilhører denne familie.

## Klassifikation
Familie: Synanceiidae
- Underfamilie: Minoinae
  - Slægt: Minous
- Underfamilie: Choridactylinae
  - Slægt: Choridactylus
  - Slægt: Inimicus
- Underfamilie: Synanceiinae
  - Slægt: Erosa
  - Slægt: Leptosynanceia
  - Slægt: Pseudosynanceia
  - Slægt: Synanceia
  - Slægt: Trachicephalus